# Lori Lieberman
Lori Lieberman (* 15. November 1951 als Laurie Ann Lieberman in Los Angeles) ist eine US-amerikanische Sängerin.

## Leben und Wirken
Lori Lieberman war jahrelang eine in ihrer Heimat gerne gehörte Folksängerin. Als sie in den 1970er-Jahren das Lied Empty Chairs von Don McLean hörte, war sie von ihm sehr beeindruckt. Dies erzählte sie Norman Gimbel und Charles Fox, die daraufhin Killing Me Softly with His Song schrieben. Lieberman wurde mit Killing Me Softly nie wirklich bekannt, sie war nur die Initiatorin für Roberta Flacks erfolgreichere Version des Liedes.